# GoGo Penguin
Pour album homonyme, voir GoGo Penguin.
GoGo Penguin est un groupe de jazz originaire de Manchester au Royaume-Uni. Il est composé du pianiste Chris Illingworth, du bassiste Nick Blacka et du batteur Jon Scott (qui a remplacé le batteur historique Rob Turner en décembre 2021). Selon les critiques, ils se démarquent pour leurs rythmes imprévisibles, les mélodies contagieuses du piano, la puissance de leur basse ainsi que leurs riffs très entraînants. Apparentés au nu jazz, ils composent, partagent leurs idées et jouent avec synergie pour créer un son unique,.

## Histoire
Les membres de GoGo Penguin se sont rencontrés au Collège royal de musique du Nord et ont formé leur groupe à Manchester en 2012.

## Accueil public et critique
Le groupe a été remarqué par la critique lors de la sortie de leur premier album Fanfares en 2012. Leur deuxième album v2.0 sorti en 2014 a été nommé pour le Mercury Music Prize.